# Boukhouti Zakariadze
Boukhouti Zakariadze (parfois orthographié Zaqaridze ; géorgien : ბუხუტი ზაქარიაძე, russe : Бухути Александрович Закариадзе [Bukhuti Alexandrovich Zaqariadze] était un acteur soviétique d'origine géorgienne.

## Biographie
Il était le plus jeune frère de Sergo Zakariadze.
Il débuta en 1933 sur la scène du théâtre Lado Alexi-Meskhishvili de Koutaïssi (le Théâtre dramatique d'État Lado Meskhichvili de Koutaïssi). Deux ans plus tard, il rejoignit la troupe du théâtre Akaki Tsereteli de Tchiatoura. En 1937, il partit au théâtre Ilia Tchavtchavadzé de Batoumi. Et de 1941 à 1945, il travailla au Théâtre national Roustavéli. Après la Grande Guerre patriotique, il joua régulièrement au théâtre Mardzhashvili de Tbilissi. Il se produisit à partir 1948 sur la scène du théâtre de Soukhoumi, qui portait le nom de Samson Chanba, avant de returner en 1953 au Théâtre national Roustavéli jusqu'à la fin de sa carrière.
En 1956, il était à l'affiche de L'Âne de Magdana de Tenguiz Abouladzé et Revaz Tchkheidze qui remporta le Prix du film de fiction - court métrage au Festival de Cannes 1956.

## Filmographie
- 1956 : L'Âne de Magdana
- 1971 : Libération
- 1977 : Les Orphelins